# Goole
Goole est une ville et une paroisse civile anglaise, située à environ 72 km de la mer du Nord à la confluence des rivières Don et Ouse du Yorkshire, dans le comté du Yorkshire de l'Est.
En 2021, sa population était de 21 952 habitants.

## Patrimoine

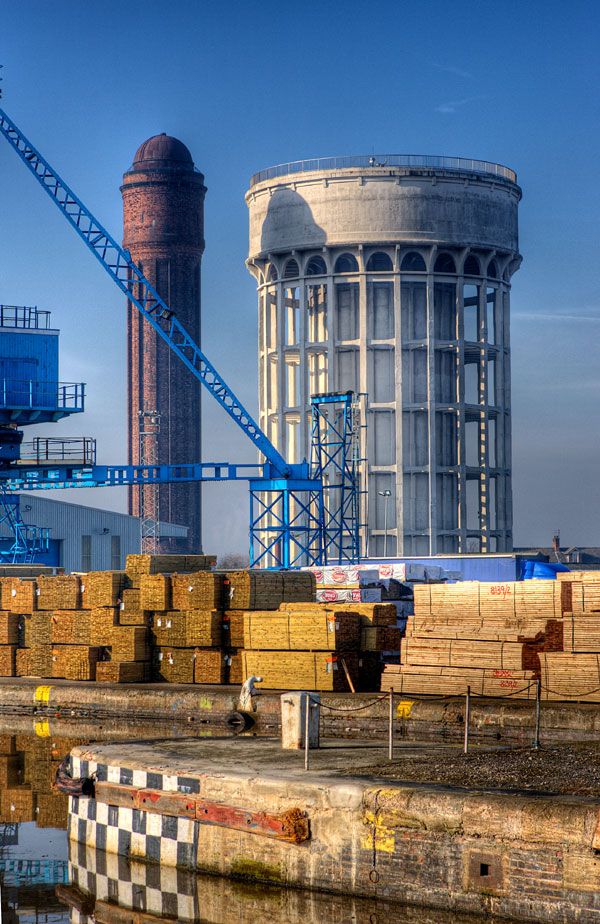
Les châteaux d'eau jumeaux.

Les monuments les plus connus de Goole sont ses deux châteaux d'eau situés côte à côte dans la ville. Le premier, construit en briques en 1885, a été ultérieurement complété par un plus grand, en béton. À son achèvement en 1927, ce dernier était le plus grand d'Europe dans sa catégorie. Les deux châteaux d'eau sont surnommés "Sel et Poivre" en raison de leur forme caractéristique. Un vote populaire, en 2023, devra déterminer lequel est Sel et lequel est Poivre.